# Itabashi
Itabashi (板橋区; -ku) é uma região especial da Metrópole de Tóquio, no Japão.
Em 2003, a região tinha uma população estimada em 525,969 habitantes e uma densidade populacional de 16,349.67 h/km². Tem uma área total de 32.17 km².
Itabashi foi fundada a 15 de março de 1947. A 1 de agosto desse ano, Nerima foi separado de Itabashi.